# Bergkirche (Bahlingen am Kaiserstuhl)

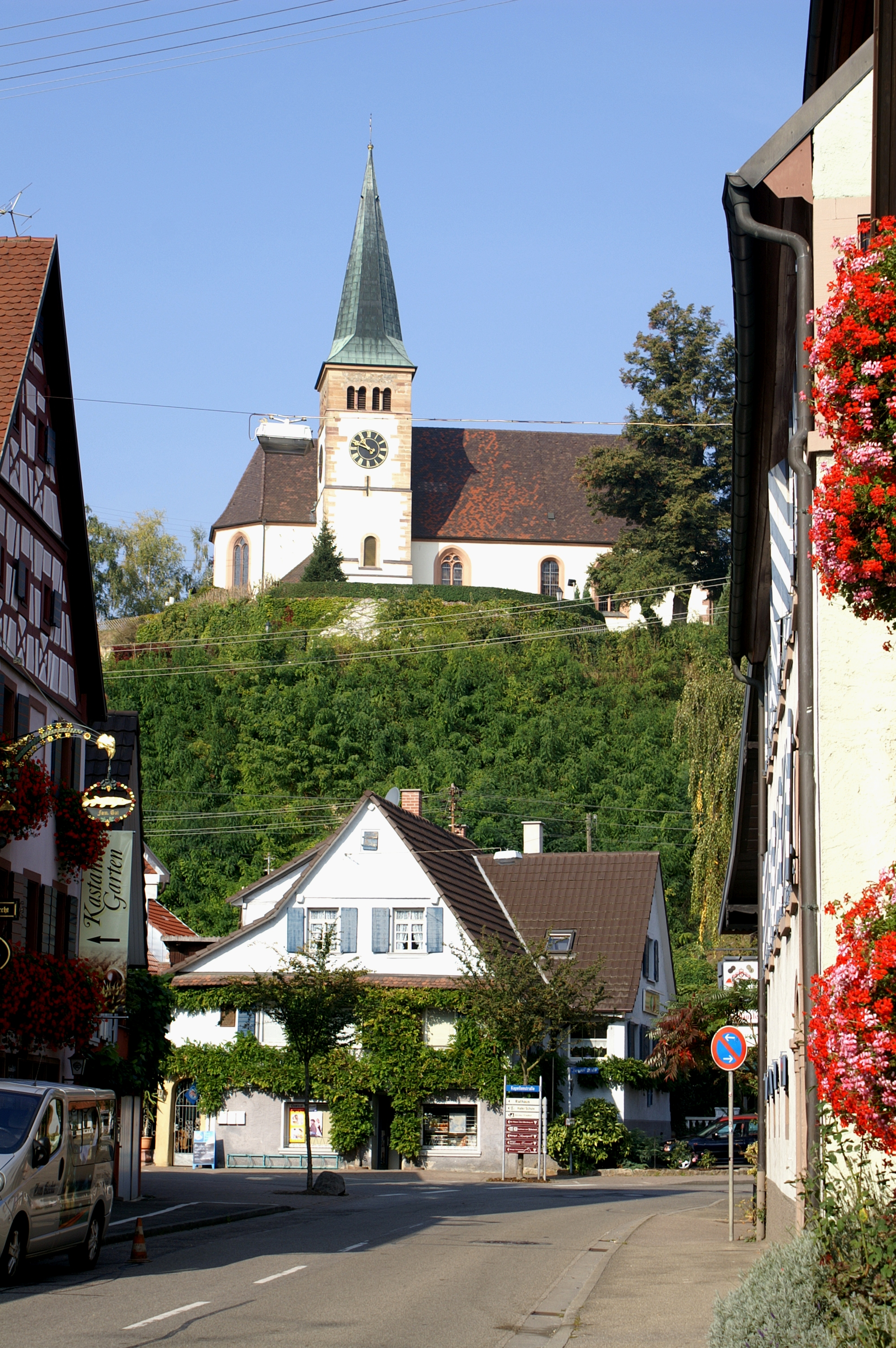
Bergkirche Bahlingen

Die Bergkirche in Bahlingen am Kaiserstuhl steht weithin sichtbar auf einer Anhöhe oberhalb des Dorfes. Schriftliche Belege zum Bau der Kirche setzen erst Ende des 13. Jahrhunderts ein, so dass die genaue Bauzeit heute nicht mehr zu bestimmen ist. Man weiß lediglich, dass der  Ursprungsbau der Kirche auf einem bereits bestehenden Friedhof errichtet wurde. Von der Anhöhe aus, auf der die Bergkirche heute residiert, überblickt man die Freiburger Bucht und die Höhenzüge des Schwarzwaldes. Besonders am Abend ist die Kirche gut sichtbar, da sie von mehreren Scheinwerfern angestrahlt wird.

## Geschichte
Zur Gestalt des Ursprungsbaus der Kirche fehlt bisher jeglicher Hinweis, man weiß nur, dass das ehemalige Kirchenschiff gen Osten gerichtet war. Die heutige Kirche ist in nördlicher Richtung erbaut. 1454 wurde mit dem Neubau begonnen, romanische Schallarkaden am Turm sind ein bemerkenswertes Zeugnis für die Tradition altertümlicher Architekturformen im späten Mittelalter. Eine kleine Sakristei kam als jüngster Bauteil 1927 hinzu. Im Innenraum der Kirche befindet sich ein annähernd lebensgroßes Holzkruzifix, welches ein Werk von hoher Qualität in spätgotischem Stil ist. Die Fenster wurden 1963 von Peter Valentin Feuerstein erneuert, der u. a. auch am Ulmer Münster und teilweise am Freiburger und am Breisacher Münster gearbeitet hat.
Die zweite Bahlinger Kirche, auch als Untere Kirche bezeichnet, gibt es heute nicht mehr. Das Gelände an der Ecke Hauptstraße/Bachstraße, das heute Ochsenplatz genannt wird, wurde 1812 vom Besitzer des damaligen Gasthauses Ochsen im Rahmen der Säkularisation ersteigert. Mitte des 19. Jahrhunderts verschwanden mit dem Turmstumpf die letzten Teile der Kirchenruine. Noch heute kann man aber abgetragene Steine und Maßwerkfragmente sehen, die die Ochsenwirte in der ersten Hälfte des 19. Jahrhunderts in ihrem Anwesen verbaut haben.

## Orgel und Glocken
Auf der Empore befindet sich eine Orgel, die 1965 von der Orgelbaufirma G. F. Steinmeyer & Co. gebaut wurde. Sie verfügt über 22 Register auf zwei Manualen und Pedal. Das nüchterne, streng geometrische Gehäuse mit schlichter grauer Farbgebung ist in zwei Teilen asymmetrisch auf der Empore aufgestellt: das vom zweiten Manual aus zu spielende Rückpositiv ist nahe der Seitenwand vor der Emporenbrüstung aufgehängt, Hauptwerk und Pedalwerk sind in einem an der Emporenrückwand nicht ganz mittig aufgestellten Orgelgehäuse untergebracht. Das Instrument, das heute von der Waldkircher Orgelbau Jäger & Brommer betreut und gepflegt wird, ersetzte eine Orgel, die 1896 von dem Freiburger Orgelbauer August Merklin mit 18 Registern auf zwei Manualen und Pedal gebaut worden war und die 1951 von der Orgelbaufirma Walcker umgebaut wurde. Eine erste Orgel eines Orgelbauers namens Bürckle ist bekannt aus dem Jahr 1731.
Im Kirchturm hängt ein vierstimmiges Glockengeläut. Drei der Glocken wurden 1950 neu gegossen, da die Glocken sowohl im Ersten als auch im Zweiten Weltkrieg zu Rüstungszwecken eingezogen wurden. Lediglich eine Glocke aus dem Jahr 1804 hat beide Kriege überstanden. Die größte Glocke ist die Rufglocke, ihr folgen der Größe nach die Betglocke, die Auferstehungs- oder Totenglocke und als kleinste die Taufglocke.

## Umgebung
Um das Kirchenplateau herum, auf dem auch der Friedhof zu finden ist, wird Wein angebaut. Unterhalb der Kirche steht die Ruine des spätgotischen Torbaus, der einmal Teil einer Kirchenmauer war. Der Kirchplatz war im 14. Jahrhundert ein Ort der Immunität und der Gerichtsbarkeit. Außerdem war er ein Zufluchtsort für Mensch und Tier, da im Mittelalter die Kirche meist das einzig massiv gebaute Gebäude im Dorf war.